# 2014 en cyclisme
| Années du cyclisme : 2011 - 2012 - 2013 - 2014 - 2015 - 2016 - 2017    |
| Décennies du cyclisme : 1980 - 1990 - 2000 - 2010 - 2020 - 2030 - 2040 |

Le résumé de l'année 2014 en cyclisme.

## Par mois

### Janvier
- 8 janvier : triplé de la formation Orica-GreenEDGE lors du championnat d'Australie du contre-la-montre avec Michael Hepburn qui remporte son premier titre en devançant Luke Durbridge et Damien Howson.
- 12 janvier : sur route Simon Gerrans (Orica-GreenEDGE) remporte son deuxième titre de champion d'Australie en devançant Cadel Evans (BMC Racing) et Richie Porte (Sky).
- 19 janvier : l'Érythréen Natnael Berhane (Europcar) remporte la Tropicale Amissa Bongo en devançant respectivement au classement général les Espagnols Luis León Sánchez (Caja Rural-Seguros RGA), vainqueur de la première étape, et Egoitz García (Cofidis).
- 26 janvier :
  - l'Australien Simon Gerrans (Orica-GreenEDGE) remporte le Tour Down Under, tout en remportant notamment la première étape, et devance son compatriote Cadel Evans (BMC Racing) vainqueur de la troisième étape et l'Italien Diego Ulissi (Lampre-Merida) lauréat de la deuxième étape.
  - le Colombien Nairo Quintana (Movistar) remporte le Tour de San Luis en ayant remporté notamment la quatrième étape. Il devance l'Américain Phillip Gaimon (Garmin-Sharp), vainqueur de la première étape, et l'Argentin Sergio Godoy (San Luis Somos Todos).

### Février
- 2 février :
  - le Belge Kenneth Vanbilsen (Topsport Vlaanderen-Baloise) remporte le Grand Prix d'ouverture La Marseillaise devant son compatriote Baptiste Planckaert (Roubaix Lille Métropole) et le Français Samuel Dumoulin (AG2R La Mondiale).
  - l'Italien Simone Ponzi (Neri Sottoli) remporte le Grand Prix de la côte étrusque devant son coéquipier et compatriote Mauro Finetto et un autre Italien Andrea Pasqualon (Area Zero).
- 8 février : l'Américain Taylor Phinney (BMC Racing) remporte le Dubaï Tour après avoir gagné notamment la première étape et devance son coéquipier le Britannique Steve Cummings et le Danois Lasse Norman Hansen (Garmin-Sharp).
- 9 février :
  - le Suédois Tobias Ludvigsson (Giant-Shimano) remporte l'Étoile de Bessèges en coiffant au poteau le Français Jérôme Coppel (Cofidis) et son coéquipier l'Allemand John Degenkolb lors du contre-la-montre final.
  - l'Australien Simon Clarke (Orica-GreenEDGE) remporte le Herald Sun Tour après avoir remporté la deuxième étape. Il devance ses compatriotes Cameron Wurf (Cannondale) et Jack Haig (Avanti).
  - l'Italien Sacha Modolo (Lampre-Merida) remporte le Trofeo Palma de Mallorca, première manche du Challenge de Majorque, en devançant le Belge Jens Debusschere (Lotto-Belisol) et le Néerlandais Dylan Groenewegen (De Rijke).
- 10 février : Sacha Modolo double la mise en remportant le Trofeo Ses Salines, deuxième manche du Challenge de Majorque, en devançant le Britannique Ben Swift (Sky) et le Belge Gianni Meersman (Omega Pharma-Quick Step).
- 11 février : le Polonais Michał Kwiatkowski (Omega Pharma-Quick Step) remporte le Trofeo Serra de Tramontana, troisième manche du Challenge de Majorque, en devançant le Norvégien Edvald Boasson Hagen (Sky) et l'Italien Francesco Gavazzi (Astana).
- 12 février : Gianni Meersman (Omega Pharma-Quick Step) remporte le Trofeo Muro-Port d’Alcudia, quatrième et dernière manche du Challenge de Majorque, en devançant l'Espagnol Francisco Ventoso (Movistar) et le Britannique Ben Swift (Sky).
- 14 février : le Néerlandais Niki Terpstra (Omega Pharma-Quick Step) remporte le Tour du Qatar après avoir gagné la première étape et gardé la tête du classement général tout le reste de la semaine. Il devance finalement deux Belges, son coéquipier Tom Boonen, vainqueur de deuxième et quatrième étapes, et Jürgen Roelandts (Lotto-Belisol).
- 16 février : après avoir gagné la quatrième étape, le Britannique Steve Cummings (BMC Racing) remporte le Tour méditerranéen en gardant son maillot de leader lors de la dernière étape remportée par le Français Jean-Christophe Péraud (AG2R La Mondiale). Il devance ce dernier au classement général ainsi que l'Autrichien Riccardo Zoidl (Trek Factory Racing).
- 21 février : le Colombien José Serpa (Lampre-Merida) remporte le Trofeo Laigueglia en devançant l'Allemand Patrik Sinkewitz (Meridiana Kamen) et l'Italien Andrea Pasqualon (Area Zero).
- 23 février :
  - le Britannique, dernier vainqueur du Tour de France, Christopher Froome (Sky) réussit son entrée en lice en 2014 en remportant le Tour d'Oman après avoir triomphé sur l'avant dernière étape. Il devance au classement général l'Américain Tejay van Garderen (BMC Racing) et le Colombien Rigoberto Urán (Omega Pharma-Quick Step).
  - l'Espagnol Alejandro Valverde (Movistar) fait une grande impression lors du Tour d'Andalousie en remportant les trois premières étapes et le classement général. Il devance l'Australien Richie Porte (Sky) et l'autre Espagnol Luis León Sánchez (Caja Rural-Seguros RGA).
  - malgré un succès sur la quatrième étape arrivant au sommet de l'Alto do Malhão lors du Tour de l'Algarve, l'Espagnol Alberto Contador (Tinkoff-Saxo) n'obtient pas la victoire finale qui revient au Polonais Michał Kwiatkowski (Omega Pharma-Quick Step). Ce dernier s'impose donc devant Contador et devant le Portugais champion du monde Rui Costa (Lampre-Merida).
- 23 février : lors du Tour du Haut-Var le Colombien Carlos Betancur (AG2R La Mondiale) remporte la première étape et le classement général. Il devance son coéquipier le Français Samuel Dumoulin et le vainqueur de la dernière étape un autre Français Amaël Moinard (BMC Racing).

### Mars
- 1er mars :
  - l'Espagnol Alejandro Valverde (Movistar) remporte le Tour de Murcie et devance le Portugais Tiago Machado (NetApp-Endura) et l'Italien Davide Rebellin (CCC Polsat Polkowice).
  - le Britannique Ian Stannard (Sky) surprend les favoris et remporte le Circuit Het Nieuwsblad devant le Belge Greg Van Avermaet (BMC Racing) et son coéquipier le Norvégien Edvald Boasson Hagen.
- 2 mars :
  - l'Italien Mauro Finetto (Yellow Fluo) remporte la 31e édition du Grand Prix de Lugano en devançant ses compatriotes Sonny Colbrelli (Bardiani CSF) et Diego Ulissi (Lampre-Merida).
  - le Français Romain Bardet (AG2R La Mondiale) remporte la Drôme Classic. Il devance deux Belges Sébastien Delfosse (Wallonie-Bruxelles) et Gianni Meersman (Omega Pharma-Quick Step).
  - l'Irlandais Sam Bennett (NetApp-Endura) remporte au sprint la 29e édition de la Clásica de Almería devant l'Espagnol Juan José Lobato (Movistar) et l'Italien Davide Viganò (Caja Rural-Seguros RGA).
- 5 mars : le Belge Maxime Vantomme (Roubaix Lille Métropole) remporte le Samyn au sprint devant le Russe Alexey Tsatevitch (Katusha) et le Français Nacer Bouhanni (FDJ.fr).
- 6 mars : l'Italien Diego Ulissi (Lampre-Merida) remporte le Grand Prix de la ville de Camaiore en passant sur la ligne d'arrivée devant son compatriote Matteo Montaguti (AG2R La Mondiale) et la révélation colombienne Julián Arredondo (Trek Factory Racing).
- 8 mars : le Polonais Michał Kwiatkowski (Omega Pharma-Quick Step) remporte la huitième édition des Strade Bianche. Il s'impose avec 19 secondes d'avance sur le Slovaque Peter Sagan (Cannondale) et 36 secondes sur l'Espagnol Alejandro Valverde (Movistar).
- 9 mars :
  - après s'être adjugé le prologue, l'Estonien Gert Jõeäär (Cofidis) remporte les Trois jours de Flandre-Occidentale. Il devance au classement général final le vainqueur de la dernière étape le Belge Guillaume Van Keirsbulck (Omega Pharma-Quick Step) et le Français Johan Le Bon (FDJ.fr).
  - le lendemain de sa troisième place sur les Strade Bianche, l'Espagnol Alejandro Valverde (Movistar) s'impose cette fois-ci sur la Roma Maxima et s'impose devant deux Italiens Davide Appollonio (AG2R La Mondiale) et Sonny Colbrelli (Bardiani CSF).
- 16 mars : Carlos Betancur (AG2R La Mondiale), vainqueur des cinquième et sixième étapes, remporte Paris-Nice et devient le premier Colombien à gagner cette course. Il devance au classement général le champion du monde sur route Rui Costa (Lampre-Merida) et le champion de France sur route et vainqueur de la dernière étape Arthur Vichot (FDJ.fr) vainqueur de la dernière étape.
- 18 mars : l'Espagnol Alberto Contador (Tinkoff-Saxo) surclasse ses adversaires au Tirreno-Adriatico. Vainqueur des quatrième et cinquième étape, il devance de plus de deux minutes le Colombien Nairo Quintana (Movistar) et son coéquipier le Tchèque Roman Kreuziger (Tinkoff-Saxo).
- 19 mars : le Belge Kenny Dehaes (Lotto-Belisol) remporte la Nokere Koerse au sprint en devançant son compatriote Tom Van Asbroeck (Topsport Vlaanderen-Baloise) et l'ancien champion de France Nacer Bouhanni (FDJ.fr).
- 20 mars : l'Italien Simone Ponzi (Neri Sottoli) remporte au sprint le Grand Prix Nobili Rubinetterie. Il s'impose devant son compatriote Christian Delle Stelle (Idea) et l'Espagnol Francisco Ventoso (Movistar).
- 21 mars : le Slovène Luka Mezgec (Giant-Shimano) remporte au sprint sur l'Handzame Classic. Il devance le Néerlandais Theo Bos (Belkin) et le Belge Edward Theuns (Topsport Vlaanderen-Baloise).
- 23 mars :
  - le Belge Tom Van Asbroeck (Topsport Vlaanderen-Baloise) s'impose au sprint sur Cholet-Pays de Loire devant un autre Belge Sébastien Delfosse (Wallonie-Bruxelles) et le Français Sébastien Turgot (AG2R La Mondiale).
  - le Norvégien Alexander Kristoff (Katusha) gagne Milan-San Remo. Il devance le Suisse Fabian Cancellara (Trek Factory Racing) et le Britannique Ben Swift (Sky).
- 26 mars : le Néerlandais Niki Terpstra (Omega Pharma-Quick Step) s'impose sur À travers les Flandres avec 16 secondes d'avance sur l'Américain Tyler Farrar (Garmin-Sharp) et sur le Slovène Borut Božič (Astana).
- 28 mars : le Slovaque Peter Sagan (Cannondale) s'mpose au sprint sur le Grand Prix E3. Il devance le Néerlandais Niki Terpstra (Omega Pharma-Quick Step) et le Britannique Geraint Thomas (Sky).
- 30 mars :
  - l'Espagnol Joaquim Rodríguez (Katusha) remporte le Tour de Catalogne. Après s'être imposé sur l'étape reine, il a conservé la première place tout le reste de l'épreuve. Il devance au classement général son compatriote Alberto Contador (Tinkoff-Saxo) et l'Américain Tejay van Garderen (BMC Racing) vainqueur de la quatrième étape.
  - Peter Kennaugh (Sky) s'impose sur la Semaine internationale Coppi et Bartali grâce notamment à sa victoire lors de la deuxième étape et il devient le premier Britannique à gagner cette course. Il devance au classement général deux Italiens : son coéquipier Dario Cataldo, vainqueur de la dernière étape et Matteo Rabottini (Neri Sottoli).
  - le Français Jean-Christophe Péraud (AG2R La Mondiale) s'impose sur le Critérium international. Au classement général, il devance le Suisse Mathias Frank (IAM), vainqueur de la dernière étape et le Portugais Tiago Machado (NetApp-Endura).
  - l'Allemand John Degenkolb (Giant-Shimano) s'impose au sprint sur Gand-Wevelgem. Il devance le Français Arnaud Démare (FDJ.fr) et le Slovaque Peter Sagan (Cannondale).

### Avril
- 3 avril : le Belge Guillaume Van Keirsbulck (Omega Pharma-Quick Step) remporte la 38e édition des Trois Jours de La Panne mais sans avoir remporté d'étapes. Il devance au classement général l'Australien Luke Durbridge (Orica-GreenEDGE) et son coéquipier et compatriote Gert Steegmans.
- 4 avril : le Français Bryan Coquard (Europcar) remporte au sprint la Route Adélie de Vitré devant ses compatriotes Julien Simon (Cofidis) et Benoît Jarrier (Bretagne-Séché Environnement).
- 6 avril : double vainqueur et tenant du titre, le Suisse Fabian Cancellara (Trek Factory Racing) remporte un troisième Tour des Flandres devant deux Belges, Greg Van Avermaet (BMC Racing) et Sep Vanmarcke (Belkin), et rejoint donc le cercle des cinq coureurs ayant déjà remporté trois Tours des Flandres.
- 7 avril : l'Espagnol Alberto Contador (Tinkoff-Saxo) remporte la 54e édition du Tour du Pays basque et ajoute pour la troisième fois de sa carrière cette compétition à son palmarès. Contador remporte notamment la première étape et devance son compatriote Alejandro Valverde (Movista), qui termine deuxième et le Polonais Michał Kwiatkowski (Omega Pharma-Quick Step) qui termine troisième.

### Juin
- 1er juin: Le colombien Nairo Quintana (Movistar) remporte le Tour d'Italie tout en remportant notamment la 16e étape et la 19e étape et devance son compatriote Rigoberto Urán (Omega Pharma-Quick Step) vainqueur de la 12e étape et l'italien Fabio Aru (Astana) vainqueur de  la 15e étape.

### Juillet
- 5 juillet : début du Tour de France. L'Allemand Marcel Kittel remporte la première étape et devient le premier maillot jaune de ce 101e Tour de France.
- 6 juillet : première bataille entre les favoris et à ce jeu, c'est l'Italien Vincenzo Nibali (Astana) qui s'impose et qui s'empare du maillot jaune.
- 27 juillet : dernière étape remporté par l'Allemand Marcel Kittel (Giant-Shimano). Ainsi s'achève un Tour de France qui aura vu deux des plus grands favoris abandonner : Christopher Froome et Alberto Contador, ainsi que le sprinteur Mark Cavendish et l'ancien vainqueur Andy Schleck. L'Italien Vincenzo Nibali (Astana) remporte le classement général final en devançant deux Français, Jean-Christophe Péraud (AG2R La Mondiale) et Thibaut Pinot (FDJ.fr).

### Septembre
- 18 septembre : le coureur allemand Jens Voigt établit un nouveau record de l'heure, en parcourant 51,115 km, à Granges en Suisse.
- 24 septembre : Bradley Wiggins et Lisa Brennauer deviennent champions du monde du contre-la-montre.
- 28 septembre : le Polonais Michał Kwiatkowski devient champion du monde sur route en devançant de quelques secondes l'Australien Simon Gerrans et l'Espagnol Alejandro Valverde. Le premier Français, Tony Gallopin, est 6e.

### Octobre
- 9 octobre : le coureur luxembourgeois Andy Schleck, vainqueur du Tour de France 2010, annonce sa retraite.

## Grands tours

### Tour d'Italie
- Vainqueur :  Nairo Quintana (Movistar)
- 2e :  Rigoberto Urán (Sky)
- 3e :  Fabio Aru (Astana)
- Classement par points :  Nacer Bouhanni (FDJ.fr)
- Meilleur grimpeur :  Julián Arredondo (Trek Factory Racing)
- Meilleur jeune :  Nairo Quintana (Movistar)
- Meilleure équipe :  AG2R La Mondiale

### Tour de France
- Vainqueur :  Vincenzo Nibali (Astana)
- 2e :  Jean-Christophe Péraud (AG2R La Mondiale)
- 3e :  Thibaut Pinot (FDJ.fr)
- Classement par points :  Peter Sagan (Cannondale)
- Meilleur grimpeur :  Rafał Majka (Tinkoff-Saxo)
- Meilleur jeune :  Thibaut Pinot (FDJ.fr)
- Meilleure équipe :  AG2R La Mondiale
- Super-combatif :  Alessandro De Marchi (Cannondale)

### Tour d'Espagne
- Vainqueur :  Alberto Contador (Tinkoff-Saxo)
- 2e :  Christopher Froome (Sky)
- 3e :  Alejandro Valverde (Movistar)
- Classement par point :  John Degenkolb (Giant-Shimano)
- Meilleur grimpeur :  Luis León Sánchez (Caja Rural-Seguros RGA)
- Classement du combiné :  Alberto Contador (Tinkoff-Saxo)
- Meilleure équipe :  Katusha

## Principales classiques
- Milan-San Remo :  Alexander Kristoff (Katusha)
- Gand-Wevelgem :  John Degenkolb (Giant-Shimano)
- Tour des Flandres :  Fabian Cancellara (Trek Factory Racing)
- Paris-Roubaix :  Niki Terpstra (Omega Pharma-Quick Step)
- Amstel Gold Race :  Philippe Gilbert (BMC Racing)
- Flèche wallonne :  Alejandro Valverde (Movistar)
- Liège-Bastogne-Liège :  Simon Gerrans (Orica-GreenEDGE)
- Classique de Saint-Sébastien :  Alejandro Valverde (Movistar)
- Tour de Lombardie :  Daniel Martin (Garmin-Sharp)
- Paris-Tours :  Jelle Wallays (Topsport Vlaanderen-Baloise)

## Championnats

### Championnats du monde

#### Championnats du monde de cyclo-cross
| Épreuves       | Or                  | Argent                       | Bronze                     |
| -------------- | ------------------- | ---------------------------- | -------------------------- |
| Élites hommes  | Zdeněk Štybar (CZE) | Sven Nys (BEL)               | Kevin Pauwels (BEL)        |
| Élites femmes  | Marianne Vos (NED)  | Eva Lechner (ITA)            | Helen Wyman (GBR)          |
| Espoirs hommes | Wout van Aert (BEL) | Michael Vanthourenhout (BEL) | Mathieu van der Poel (NED) |
| Juniors hommes | Thijs Aerts (BEL)   | Yannick Peeters (BEL)        | Jelle Schuermans (BEL)     |

#### Championnats du monde sur piste
Hommes
| Épreuves                   | Or                                                                       | Argent                                                                                 | Bronze                                                             |
| -------------------------- | ------------------------------------------------------------------------ | -------------------------------------------------------------------------------------- | ------------------------------------------------------------------ |
| Kilomètre contre-la-montre | François Pervis                                                          | Joachim Eilers                                                                         | Simon van Velthooven                                               |
| Keirin                     | François Pervis                                                          | Fabián Puerta                                                                          | Matthijs Büchli                                                    |
| Vitesse                    | François Pervis                                                          | Stefan Bötticher                                                                       | Denis Dmitriev                                                     |
| Vitesse par équipes        | Ethan Mitchell Sam Webster Edward Dawkins Nouvelle-Zélande               | René Enders Robert Förstemann Maximilian Levy Allemagne                                | Grégory Baugé Kévin Sireau Michaël D'Almeida France                |
| Poursuite individuelle     | Alexander Edmondson                                                      | Stefan Küng                                                                            | Marc Ryan                                                          |
| Poursuite par équipes      | Luke Davison Glenn O'Shea Alexander Edmondson Mitchell Mulhern Australie | Casper von Folsach Lasse Norman Hansen Rasmus Christian Quaade Alex Rasmussen Danemark | Aaron Gate Pieter Bulling Dylan Kennett Marc Ryan Nouvelle-Zélande |
| Course aux points          | Edwin Ávila                                                              | Thomas Scully                                                                          | Eloy Teruel                                                        |
| Américaine                 | David Muntaner Albert Torres Espagne                                     | Martin Bláha Vojtěch Hačecký Tchéquie                                                  | Stefan Küng Théry Schir Suisse                                     |
| Scratch                    | Ivan Kovalev                                                             | Martyn Irvine                                                                          | Cheung King Lok                                                    |
| Omnium                     | Thomas Boudat                                                            | Tim Veldt                                                                              | Viktor Manakov                                                     |

Femmes
| Épreuves                    | Or                                                                       | Argent                                                                | Bronze                                                             |
| --------------------------- | ------------------------------------------------------------------------ | --------------------------------------------------------------------- | ------------------------------------------------------------------ |
| 500 mètres contre-la-montre | Miriam Welte                                                             | Anna Meares                                                           | Anastasiia Voinova                                                 |
| Keirin                      | Kristina Vogel                                                           | Anna Meares                                                           | Rebecca James                                                      |
| Vitesse                     | Kristina Vogel                                                           | Zhong Tianshi                                                         | Lin Junhong                                                        |
| Vitesse par équipes         | Miriam Welte Kristina Vogel Allemagne                                    | Junhong Lin Zhong Tianshi Chine                                       | Jessica Varnish Rebecca James Grande-Bretagne                      |
| Poursuite                   | Joanna Rowsell                                                           | Sarah Hammer                                                          | Amy Cure                                                           |
| Poursuite par équipes       | Laura Trott Katie Archibald Elinor Barker Joanna Rowsell Grande-Bretagne | Laura Brown Jasmin Glaesser Allison Beveridge Stephanie Roorda Canada | Annette Edmondson Amy Cure Melissa Hoskins Isabella King Australie |
| Course aux points           | Amy Cure                                                                 | Stephanie Pohl                                                        | Jasmin Glaesser                                                    |
| Scratch                     | Kelly Druyts                                                             | Katarzyna Pawłowska                                                   | Evgenia Romanyuta                                                  |
| Omnium                      | Sarah Hammer                                                             | Laura Trott                                                           | Annette Edmondson                                                  |

#### Championnats du monde sur route
| Contre-la-montre | Or                           | Argent                   | Bronze                        |
| ---------------- | ---------------------------- | ------------------------ | ----------------------------- |
| Élites hommes    | Bradley Wiggins (GBR)        | Tony Martin (GER)        | Tom Dumoulin (NED)            |
| Élites femmes    | Lisa Brennauer (GER)         | Hanna Solovey (UKR)      | Evelyn Stevens (USA)          |
| Espoirs hommes   | Campbell Flakemore (AUS)     | Ryan Mullen (IRL)        | Stefan Küng (SUI)             |
| Juniors hommes   | Lennard Kämna (GER)          | Adrien Costa (USA)       | Michael Storer (AUS)          |
| Juniors femmes   | Macey Stewart (AUS)          | Pernille Mathiesen (DEN) | Anna-Leeza Hull (AUS)         |
| Équipes hommes   | BMC Racing (USA)             | Orica-GreenEDGE (AUS)    | Omega Pharma-Quick Step (BEL) |
| Équipes femmes   | Specialized-Lululemonn (USA) | Orica-AIS (AUS)          | Astana BePink Womens (ITA)    |

| Course en ligne | Or                           | Argent                     | Bronze                     |
| --------------- | ---------------------------- | -------------------------- | -------------------------- |
| Élites hommes   | Michał Kwiatkowski (POL)     | Simon Gerrans (AUS)        | Alejandro Valverde (ESP)   |
| Élites femmes   | Pauline Ferrand-Prévot (FRA) | Lisa Brennauer (GER)       | Emma Johansson (SWE)       |
| Espoirs hommes  | Sven Erik Bystrøm (NOR)      | Caleb Ewan (AUS)           | Kristoffer Skjerping (NOR) |
| Juniors hommes  | Jonas Bokeloh (GER)          | Alexandr Kulikovskiy (RUS) | Peter Lenderink (NED)      |
| Juniors femmes  | Amalie Dideriksen (DEN)      | Sofia Bertizzolo (ITA)     | Agnieszka Skalniak (POL)   |

### Principaux champions nationaux sur route
- Afrique du Sud : Louis Meintjes (MTN-Qhubeka)
- Allemagne : André Greipel (Lotto-Belisol)
- Australie : Simon Gerrans (Orica-GreenEDGE)
- Autriche : Riccardo Zoidl (Trek Factory Racing)
- Belgique : Jens Debusschere (Lotto-Belisol)
- Biélorussie : Yauheni Hutarovich (AG2R La Mondiale)
- Canada : Svein Tuft (Orica-GreenEDGE)
- Colombie : Miguel Ángel Rubiano (Colombia)
- Danemark : Michael Valgren (Tinkoff-Saxo)
- Espagne : Ion Izagirre (Movistar)
- Éthiopie : Tsgabu Grmay (MTN-Qhubeka)
- Finlande : Jussi Veikkanen (FDJ.fr)
- France : Arnaud Démare (FDJ.fr)
- Grande-Bretagne : Peter Kennaugh (Sky)
- Italie : Vincenzo Nibali (Astana)
- Luxembourg : Fränk Schleck (Trek Factory Racing)
- Nouvelle-Zélande : Hayden Roulston (Trek Factory Racing)
- Pays-Bas : Sebastian Langeveld (Garmin-Sharp)
- Pologne : Bartłomiej Matysiak (CCC Polsat Polkowice)
- Portugal : Nélson Oliveira (Lampre-Merida)
- République tchèque : Zdeněk Štybar (Omega Pharma-Quick Step)
- Russie : Alexander Porsev (Katusha)
- Slovaquie : Peter Sagan (Cannondale)
- Suisse : Martin Elmiger (IAM)

## Principaux décès
- 25 janvier : Emanuel Saldaño, cycliste argentin (° 16 mai 1985)
- 31 janvier : Jaime Huélamo, cycliste espagnol (° 17 novembre 1948)
- 2 février : Émile Guérinel, cycliste français (° 3 juin 1929)
- 11 février : Jeanné Nell, cycliste sud-africain (° 3 décembre 1983)
- 18 février : Kristof Goddaert, cycliste belge (° 21 novembre 1986)
- 17 mars : Yerlan Pernebekov, cycliste kazakh (° 16 juin 1995)
- 25 mars : Lode Wouters, cycliste belge (° 27 mai 1929)
- 9 avril : Ferdinando Terruzzi, cycliste italien (° 17 février 1924)
- 12 avril : Pierre-Henri Menthéour, cycliste français (° 9 mai 1960)
- 15 juin : Piet Oellibrandt, cycliste belge (° 1er décembre 1935)
- 7 juillet : Francisco Gabica, cycliste espagnol (° 31 décembre 1937)
- 11 juillet : Jean-Louis Gauthier, cycliste français (° 22 décembre 1955)
- 13 juillet : Jan Nolten, cycliste néerlandais (° 20 janvier 1930)
- 23 août : Annefleur Kalvenhaar, cycliste néerlandaise (° 10 juin 1994)
- 24 août : Roger De Clercq, cycliste belge (° 2 septembre 1930)
- 25 août : Alfredo Martini, cycliste italien (° 18 février 1921)
- 30 août : Igor Decraene, cycliste belge (° 26 janvier 1996)
- 20 septembre : Pino Cerami, cycliste italien puis belge (° 28 mars 1922)
- 16 novembre : José Luis Viejo, cycliste espagnol (° 2 novembre 1949)
- 19 novembre : Ramón Hoyos, cycliste colombien (° 26 mai 1932)